# Ферредоксин-зависимая нитритредуктаза
Ферредоксин-зависимая нитритредуктаза – это фермент, который катализирует реакцию:
NO2- + 6 Fdвосст + 8 H+ → NH4+ + 2 H2O + 6 Fdокисл
У высших растений этот фермент присутствует исключительно в пластидах, где играет ключевую роль в ассимиляции азота, восстанавливая нитрит до аммиака. В отличие от нитратредуктазы, нитритредуктаза имеет весьма высокую ферментативную активность, гарантируя, что нитрит не будет накапливаться в клетке. NO2- очень активен химически и для растения является сильным токсином.
Фермент может использовать различные изоформы ферредоксина. В фотосинтезирующих тканях, реакция идёт за счёт ферредоксина, восстановленного фотосистемой I, а в корне используется изоформа FdIII с менее отрицательным редокс-потенциалом, который легко восстанавливается за счёт НАДФН из пентозофосфатного пути при участии фермента ферредоксин-НАДФ+ редуктаза.
У высших растений ферредоксин-зависимая нитритредуктаза кодируется хлоропластным геном NIR и индуцируется нитратом (но не нитритом) и светом.

## Строение
Ферредоксин-зависимая нитритредуктаза — мономер с молекулярной массой 60-70 кДа, состоит из двух доменов и кофакторов, которые передают
электроны от ферредоксина на нитрит. Ферредоксин связывается с N-концевой последовательностью молекулы. На второй половине белка на С-конце локализовано место связывания с нитритом. Это железосерный кластер [4Fe-4S] и сирогем.